# Jardinagem

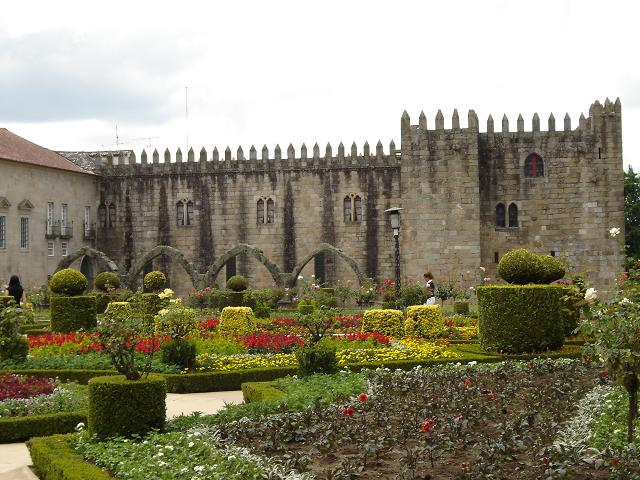
Jardim de Santa Bárbara, em Braga, Portugal

Jardinagem é uma atividade profissional ou recreativa que tem o objetivo de embelezar determinados locais, públicos ou privados pelo cultivo e manutenção de plantas.
O adepto da jardinagem, profissional ou não, designa-se como jardineiro. São muitos os locais onde se podem praticar tal arte: desde espaços grandes até pequenos pedaços de terra, como um simples vaso de flor. Embora se pratique jardinagem essencialmente com fins ornamentais, poderão existir também objetivos educativos (jardins botânicos ou zoológicos) e de organização do território e urbanismo, principalmente nas grandes cidades, onde os jardins (parques) são de grande importância para a qualidade de vida dos seus habitantes.
Cada vez mais, também a horticultura e fruticultura passaram a ser parte integrante da jardinagem. Seja pela inclusão de hortas e pomares em áreas específicas e destacadas do jardim formal, ou pela sua existência integrada e permeada dentro do mesmo. O jardineiro, frequentemente se ocupa destas atividades, especialmente nos jardins familiares. Demandando a ampliação de suas habilidades e a necessidade de agregar conhecimento prático e técnico ao seu repertório tradicional.
A jardinagem de interiores ocupa-se, essencialmente da manutenção de plantas ornamentais domésticas, usadas por toda a casa, mas podendo ter lugar de destaque nos chamados jardins de inverno.
Em algumas culturas, como a japonesa, a jardinagem é considerada uma arte de importância considerável.
Ela também pode ser considerada um sistema agrícola, e faz parte dos mundiais. Pode ser encontrado na Ásia de monções (Vietnã, Camboja, Japão), utiliza poucas técnicas de produção (mão de obra abundante e barata), cultivo em pequenas e médias propriedades; policultura voltada ao mercado interno. Exemplos: arroz (rizicultura) e hortaliças.